# Oxydactyla crassa
Oxydactyla crassa är en groddjursart som först beskrevs av Richard G. Zweifel 1956.  Oxydactyla crassa ingår i släktet Oxydactyla och familjen Microhylidae. IUCN kategoriserar arten globalt som otillräckligt studerad. Inga underarter finns listade i Catalogue of Life.